# Tatort: Bienzle und die blinde Wut
Bienzle und die blinde Wut ist eine Folge der Krimireihe Tatort. Die Erstausstrahlung des vom Südwestrundfunk unter der Regie von Hartmut Griesmayr produzierten Beitrags fand am 14. November 1999 im Ersten Deutschen Fernsehen statt. Es handelt sich um die 427. Episode der Filmreihe sowie die zehnte mit dem Stuttgarter Kommissar Ernst Bienzle.

## Handlung
Kommissar Bienzle verschlägt es aus privaten Gründen in den Landkreis Esslingen an den Rand der Schwäbischen Alb. Zufällig wird er so Zeuge, wie der selbstherrliche Sägewerksbesitzer Albert Horrenried seinen Bruder Martin mit einer Waffe bedroht. Kurzerhand beschlagnahmt er das Gewehr und gibt den Vorfall im örtlichen Polizeibüro, bei Reviervorsteher Hammer, zu Protokoll.
Albert Horrenried indessen kommt auch nicht zur Ruhe. Auf dem Heimweg entdeckt er seine junge Freundin Claudia, wie sie sich mit seinem Neffen im Wald vergnügt. Als sie nach Hause kommt, zieht er sie zur Rechenschaft. Er demütigt und misshandelt sie körperlich und sexuell. Vor Wut plant er sogar sein Testament zu Gunsten des Jagdvereins zu ändern, damit seine untreue Freundin und auch sein Bruder zusätzlich gestraft werden. Während er dazu erste Vorbereitungen trifft, vernimmt er verdächtige Geräusche aus dem Sägewerk und sieht nach, wer sich an den Anlagen zu schaffen macht. Am anderen Morgen wird er von den Arbeitern tot unter einem Haufen Sägemehl gefunden.
Ungeplant übernimmt Kommissar Bienzle die Aufklärung des Falles, da Polizeiobermeister Hammer sogleich ein Amtshilfegesuch eingereicht hat. Daher trifft kurze Zeit später auch Bienzles Kollege Gächter ein. Der erste Verdacht fällt auf den Bruder des Opfers, der von Albert Horrenried vor Jahren um sein Erbe betrogen wurde, weshalb sie bis zum letzten Tag immer wieder miteinander gestritten hatten. Martin Horrenried versichert Bienzle, dass er seinen Bruder, trotz seiner Wut auf ihn, nicht umgebracht habe. Er räumt allerdings ein, sich in der Nacht an den Maschinen im Sägewerk vergriffen und sich gegen seinen Bruder mit einer Eisenstange zur Wehr gesetzt zu haben, als der ihn entdeckte. Laut Obduktion war die eigentliche Todesursache jedoch nicht der Schlag, sondern das Sägemehl, in dem das Opfer erstickt ist. So kann durchaus eine weitere Person nach Martin Horrenried im Sägewerk gewesen sein.
Bienzle findet heraus, dass Claudia Kranzmeier neben Albert auch mit seinem Neffen Uli Horrenried befreundet ist. Der macht jedoch, in Aussicht der bevorstehenden Erbschaft, neue Pläne und trennt sich von Claudia. Als er ihr das kurzentschlossen mitteilt, droht sie der Polizei zu sagen, dass sie auf sein Anraten das zuletzt verfasste Testament verbrannt hatte. Dieses Gespräch hört Gächter mit, und als er Bienzle davon berichtet, ist diesem klar, dass Uli Horrenried nach seinem Vater im Sägewerk war und die Situation ausgenutzt hat. Der Kommissar kann Claudia Kranzmeier dazu überreden, ihm zu helfen, Uli Horrenried eine Falle zu stellen, um ihn als Mörder seines Onkels zu überführen. So wird Claudia mit einer Abhöranlage im Auto bestückt, und Bienzle kann mit Gächter das Gespräch der beiden belauschen, bei dem Horrenried den Mord zugibt. Da dieser bemerkt, dass Claudia ihn verraten will, plant er, sie mit dem Auto einen Abhang hinunterzustürzen. Bienzle und Gächter können dies im letzten Moment verhindern, und Uli Horrenried wird festgenommen.

## Hintergrund
Die Tatortfolge Bienzle und die blinde Wut wurde unter dem Arbeitstitel Bienzle und die lange Wut in Kirchheim unter Teck und in Ochsenwang gedreht. Das Sägewerk steht in der Gemeinde Ottenhöfen im Ortenaukreis. Die Gaststätte ist das Hotel Pflug am gleichen Ort.

## Rezeption

### Einschaltquoten
Bei der Erstausstrahlung am 14. November 1999 haben 9,92 Millionen Zuschauer die Sendung verfolgt, was einen Marktanteil von 28,1 Prozent entsprach.

### Kritik
Die Kritiker der Fernsehzeitschrift TV Spielfilm vergeben die bestmögliche Wertung (Daumen nach oben) und meinen Bienzle ermittelt „unaufgeregt, mit Augenmaß und Menschlichkeit.“ Und er beweist: „Ohne Krawall geht’s auch.“